# Талызин, Иван Дмитриевич
Иван Дмитриевич Талызин (1799—1844) — русский государственный деятель, действительный статский советник, губернатор Тобольской и Оренбургской губерний.

## Биография
Иван Дмитриевич родился в 1799 году в семье дворянина Дмитрия Михайловича Талызина. Помимо Ивана в семье было ещё три дочери: Прасковья, Татьяна и Анна. 
В 1817 года служил в русской императорской армии, был адъютантом генерала Ермолова. 22 января 1826 года, выполняя поручения генерала, предупредил А. С. Грибоедова в крепости Грозной о грозящем ему аресте, позволив сжечь «все бумаги подозрительного содержания». 
Принимал участие в Кавказской войне, участвовал в подавлении Польского восстания 1830—1831 годов, по итогам которого получил звание полковника. С 1835 по 1837 год состоял председателем Омского областного правления. В 1838 году был произведён в действительные статские советники.
4 февраля 1839 года бывший начальник Омской области, И. Д. Талызин вступил в управление Тобольской губернией. Однако из-за разногласий с генерал-губернатором С. М. Семёновым в июне 1840 года он был переведён в Оренбург. С 1841 по 1844 год управлял Оренбургской губернией. В период губернаторства сумел предотвратить волнения среди казаков и крестьян.

## Награды
- Орден Святой Анны 3-й степени (1824)
- Орден Святого Владимира 4-й степени (1826)
- Орден Святой Анны 2-й степени (1837)
- Орден Святого Станислава 1-й степени (1842)